# Edward Narkiewicz
Edward Narkiewicz (ur. 1938 w Trokach, zm. 12 października 2007 tamże) – polski malarz.

## Życiorys

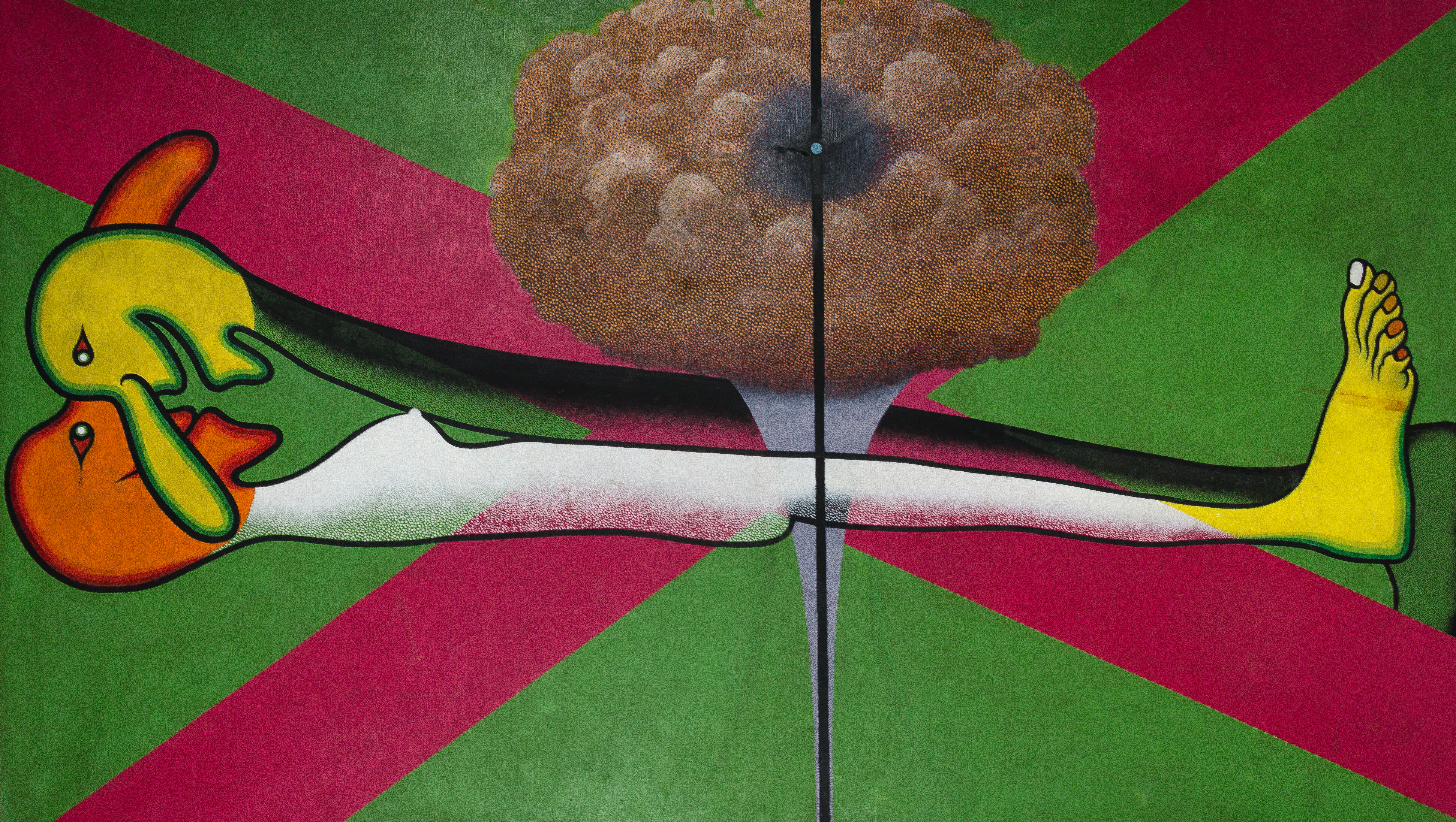
Edward Narkiewicz, Bez tytułu, 1969. Kolekcja Muzeum Sztuki Nowoczesnej w Warszawie

Był absolwentem Akademii Sztuk Pięknych w Warszawie. Swoje prace prezentował między innymi na wystawach w Galerii Foksal, Galerii Zapiecek na warszawskim Starym Mieście, Galerii Rzeźby, Galerii DAP – Domu Artysty Plastyka w Warszawie, Galerii Biblioteka oraz warszawskiej Galerii Stefana Szydłowskiego, a także za zagranicą. Obrazy Narkiewicza znajdują się również w zbiorach: Muzeum Sztuki w Łodzi i Galerii Foksal, a także kolekcjach prywatnych w kraju i za granicą.

## Wybrane prace
- Cerkiew         (1971)
- Troki latem     (1977)
- Nocne wędrówki  (1989)
- Samotne drzewo  (2002)